# India en los Juegos Olímpicos de Moscú 1980
India estuvo representada en los Juegos Olímpicos de Moscú 1980 por un total de 72 deportistas, 56 hombres y 16 mujeres, que compitieron en 8 deportes.

## Medallistas
El equipo olímpico indio obtuvo las siguientes medallas:
| Nombre | Deporte             | Competición |
| ------ | ------------------- | ----------- |
| Oro    |                     |             |
| Equipo | Hockey sobre hierba | Torneo M    |
| Plata  |                     |             |
| —      |                     |             |
| Bronce |                     |             |
| —      |                     |             |